# Notiosterrha
Notiosterrha is een geslacht van vlinders van de familie spanners (Geometridae), uit de onderfamilie Sterrhinae.

## Soorten
- N. aglaodesma Lower, 1893
- N. interalbulata Warren, 1904
- N. pulcherrima Turner, 1939
- N. rhodocosma Lower, 1897
- N. triglypta Lower, 1908